# Лабиринтовый орган

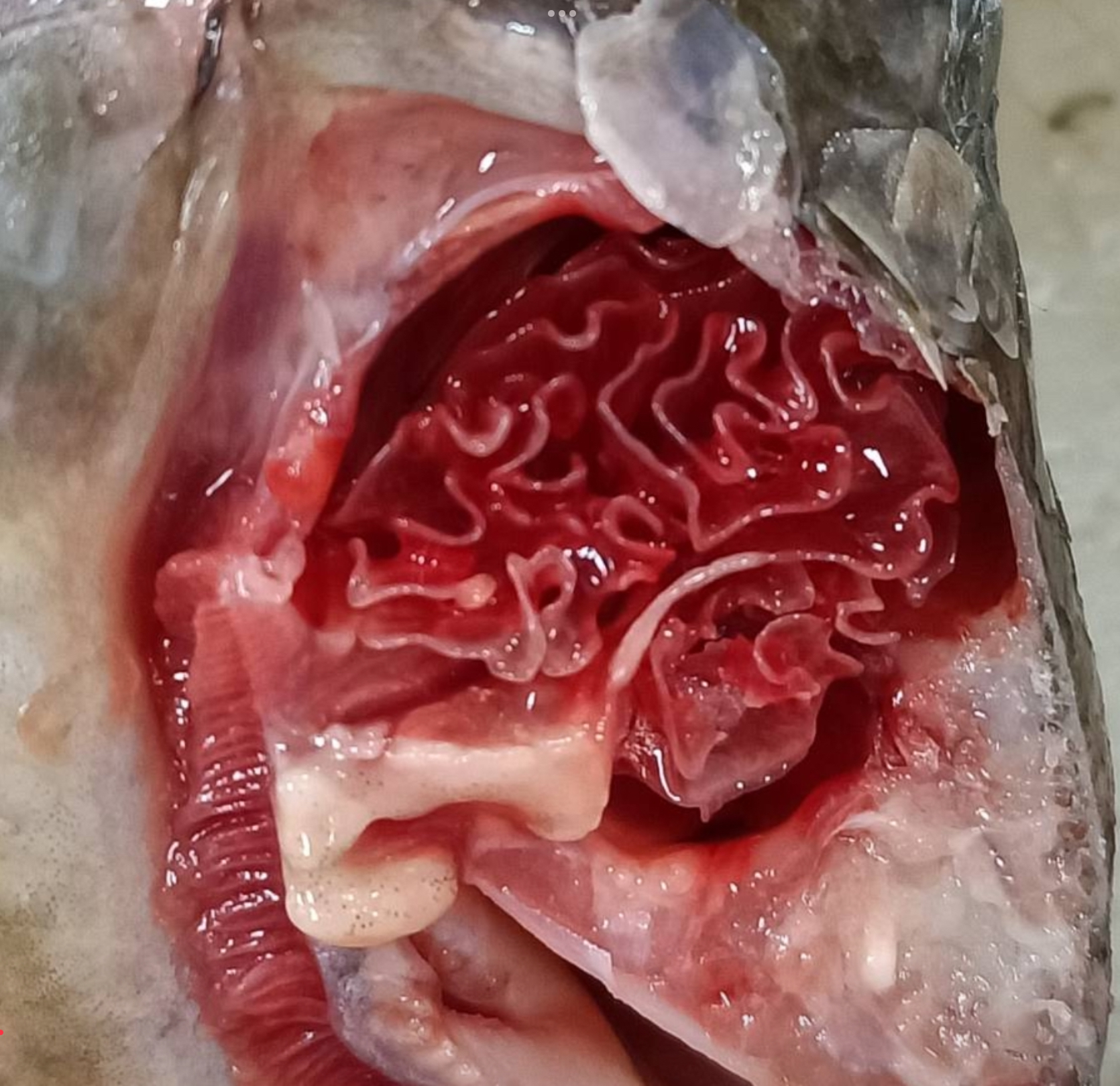
Лабиринтовый орган анабаса

Лабири́нтовый о́рган, или лабири́нтовый аппара́т, — орган дополнительного воздушного дыхания костистых рыб подотряда лабиринтовых.

## История обнаружения
В конце 1880-х годов проблемой лабиринтового аппарата заинтересовался русский ихтиолог Николай Юрьевич Зограф. Было выяснено, что у анабаса он состоит всего из трёх костных пластинок, расположенных на расстоянии 1,5—2,5 миллиметра друг от друга и покрытых мельчайшими кровеносными сосудами. К нему подходят вены и артерии. В лабиринте венозная кровь насыщается кислородом — заглатывая воздух с поверхности, рыбы обволакивают его тонкой водяной плёнкой, через которую и происходит газообмен.

## Описание
Орган представляет собой складчатый и ячеистый придаточный дыхательный аппарат, лежащий в особой наджаберной полости (выпячивании верхнего отдела жаберной полости), которая сообщается с жаберной полостью. Образован системой из нескольких тонких костных пластин (разрастаний жаберной дуги), отходящих от глоточных костей и ближайших костей черепа и пронизанных кровеносными сосудами.
Пластинки лабиринтового органа выстланы слизистой оболочкой с сильно развитой сетью кровеносных сосудов (капилляров); в него попадает воздух, который рыбы захватывают ртом. Венозная кровь поступает в лабиринтовый аппарат по приносящему жаберному сосуду; окислившись, кровь направляется из него в спинную аорту и разносится по всему телу.
У мальков лабиринтовый орган формируется лишь спустя 2—5 недель после выклева, и они, в отличие от взрослых рыб, нуждаются в насыщенной кислородом воде.
В противоположность распространённому в прежние времена мнению о том, что дополнительный дыхательный орган (лабиринтовый аппарат) якобы содержит запас воды для увлажнения жабр, полость эта оказывается наполненной воздухом и служит органом воздушного дыхания. По некоторым наблюдениям лабиринтовые рыбы задыхаются в воде, если не могут захватывать воздух на её поверхности.
Таким образом, лабиринтовый аппарат позволяет этим рыбам дополнительно дышать атмосферным кислородом, существовать в малых количествах воды, в условиях недостатка кислорода в воде и при плохом качестве воды, находиться длительное время вне воды, но полностью заменить жабры не может.